# Marie Gillain
Marie Gillain (sinh 18/08/1975) là một diễn viên người Bỉ.

## Danh mục phim

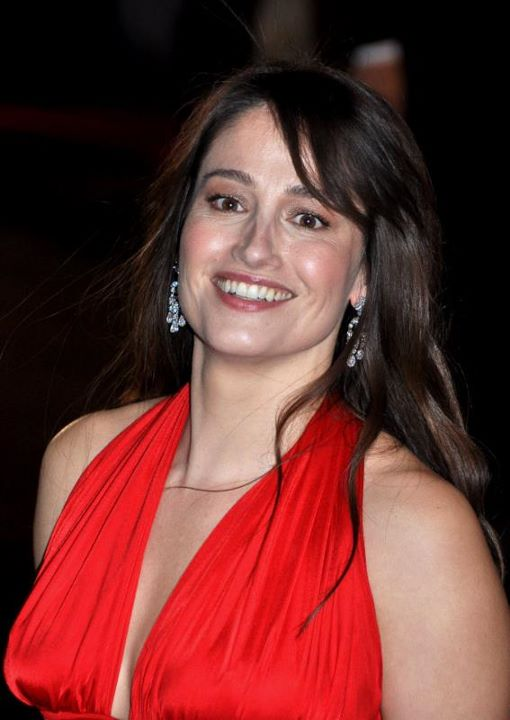
Marie Gillain tại lễ trao giải César năm 2012

- 1991: Mon père, ce héros de Gérard Lauzier: Véronique "Véro" Arnel
- 1994: Marie de Marian Handwerker: Marie
- 1995: L'Appât de Bertrand Tavernier: Nathalie
- 1996: Les Affinités électives (Le Affinità elettive) de Paolo et Vittorio Taviani: Ottilia
- 1997: Un air si pur... de Yves Angelo: Julie d'Espard
- 1997: Le Bossu de Philippe de Broca: Aurore
- 1998: Le Dîner (La cena) de Ettore Scola: Allieva
- 1999: Le Dernier Harem (Harem Suare') de Ferzan Ozpetek: Safiye
- 2000: Laissons Lucie faire ! de Emmanuel Mouret: Lucie
- 2001: Absolument fabuleux de Gabriel Aghion: Safrane
- 2001: Barnie et ses petites contrariétés de Bruno Chiche: Margot
- 2002: Laissez-passer de Bertrand Tavernier: Olga
- 2003: Ni pour ni contre (bien au contraire) de Cédric Klapisch: Caty
- 2004: Tout le plaisir est pour moi de Isabelle Broué: Louise
- 2005: L'Enfer de Danis Tanovic: Anne
- 2007: Ma vie n'est pas une comédie romantique de Marc Gibaja: Florence Baron
- 2007: Fragile(s) de Martin Valente: Nina
- 2007: Pars vite et reviens tard de Régis Wargnier: Marie
- 2007: La Clef de Guillaume Nicloux: Audrey
- 2008: Les Femmes de l'ombre de Jean-Paul Salomé: Suzy
- 2008: Kung Fu Panda de Mark Osborne et John Stevenson: Maître Tigresse (voix)
- 2008: Magique de Philippe Muyl: Betty
- 2008: La Très Très Grande Entreprise de Pierre Jolivet: Mélanie
- 2009: Coco avant Chanel de Anne Fontaine: Adrienne Chanel
- 2011: Kung Fu Panda 2 de Jennifer Yuh Nelson: Maître Tigresse (voix)
- 2011: Toutes nos envies de Philippe Lioret: Claire Conti
- 2012: Landes de François-Xavier Vives: Liena